# Pseudupeneus grandisquamis
Pseudupeneus grandisquamis е вид бодлоперка от семейство Mullidae. Видът не е застрашен от изчезване.

## Разпространение и местообитание
Разпространен е в Гватемала, Еквадор, Колумбия, Коста Рика, Мексико, Никарагуа, Панама, Перу, Салвадор, САЩ, Хондурас и Чили.
Среща се на дълбочина от 0,2 до 154 m, при температура на водата от 21,3 до 23,2 °C и соленост 34,2 – 35 ‰.

## Описание
На дължина достигат до 30 cm.